# 卡里魯瓦納市

卡里魯瓦納市（西班牙語：Municipio Carirubana），是委內瑞拉的一個市，位於該國西北部法爾孔州，首府設於蓬托菲雷，面積684平方公里，2001年人口241,060，人口密度為每平方公里297.6人。